# Gábor Zavadszky
Gábor Zavadszky (Boedapest, 10 september 1974 – Limasol, Cyprus, 7 januari 2006) was een Hongaarse voetballer.  
Zavadszky speelde viermaal voor het nationale elftal van Hongarije. Ten tijde van zijn dood speelde hij voor de Cypriotische club Apollon Limassol. Daarvoor speelde hij bij MTK Boedapest en Ferencvaros. Hij werd door zijn ploeggenoten dood aangetroffen in zijn woning toen hij niet kwam opdagen voor een competitieduel. Waarschijnlijk is hij overleden aan een longembolie.
Hij vertegenwoordigde zijn vaderland op de Olympische Spelen 1996 in Atlanta. Door drie nederlagen op rij werd de Hongaarse olympische selectie onder leiding van bondscoach Antal Dunai al in de groepsronde uitgeschakeld. 